# Еммануель Дево
Еммануе́ль Дево́ (фр. Emmanuelle Devos; нар. 10 травня 1964, Пюто, департамент О-де-Сен) — французька акторка.

## Життєпис
Еммануель Дево народилася 10 травня 1964 року в акторській сім'ї. На першому курсі ліцею кинула навчання, вирішивши присвятити себе акторській професії, і поступила до театральної школи «Курси Флоран». Навчалася у Франсіса Юстера, який запропонував їй у 1986 році її першу роль в кіно у фільмі «Викрадений Чарлі Спенсер!». Згодом Еммануель працювала у Арно Деплешена, у якого знялася у стрічках «День мерця» та «Вартовий». Фільми не мали великого успіху, але це поклало початок співпраці Еммануель Дево з режисером, яке, нарешті, принесло плоди у 1996 році з виходом стрічки «Як я обговорював… (моє сексуальне життя)». За цю роботу вона отримала «Сезара», як найперспективніша акторка.
У 1999 році Еммануель знялася у Седріка Клапіша у фільмі «Може бути» разом із Жаном-Полем Бельмондо, Жулі Депардьє та Роменом Дюріс.
Широке визнання прийшло до Еммануель Дево з виходом у 2001 році кримінальної драми Жака Одіара «Читай по губах» із Венсаном Касселем. У цій стрічці акторка блискуче утілила образ глухої закомплексованої секретарки Карли, за що у 2002 році отримала премію «Сезар» за найкращу жіночу роль.
Два фільми 2003 року за участю Еммануель Дево були показані на Венеційському кінофестивалі: «Дружина Жиля» (реж. Фредерік Фонтейн) та «Королі та королева» Арно Деплешена (за роль у цьому фільмі Еммануель Дево як найкраща акторка отримала Премію «Люм'єр» та «Золоту зірку» Академії французької кінопреси).
У 2006 році Еммануель Дево була членом журі 59-го Міжнародного кінофестивалю у Локарно, а у 2012 році її було запрошено до складу журі основної конкурсної програми 65-го Каннського кінофестивалю.

## Приватне життя
Еммануель Дево була дружиною актора Жиля Коена, від шлюбу з яким має двох дітей. Від 2006 року вона живе з актором Жаном-П'єром Лорі.

## Фільмографія

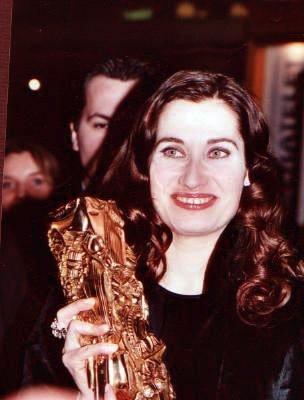
На церемонії вручення Сезара, 2002

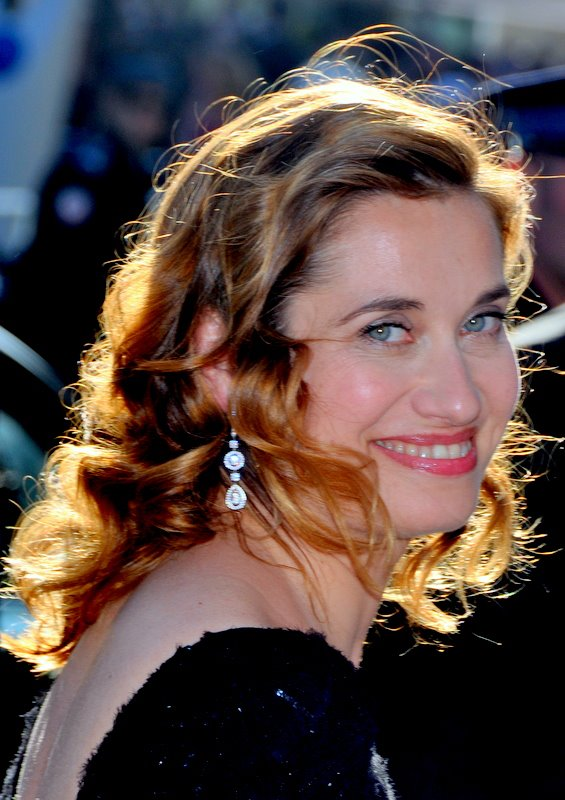
На Каннському кінофестивалі, 2012

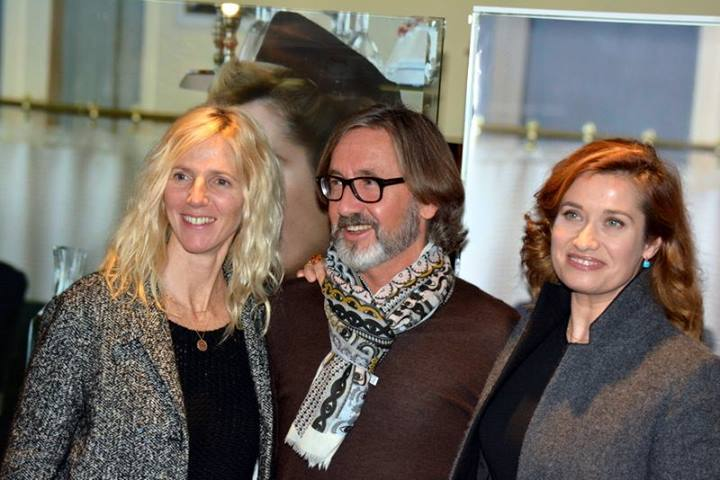
Сандрін Кіберлен, Мартен Прово та Еммануель Дево на прем'єрі фільму Віолетт, 2013

Еммануель Дево знялася майже у 80 кіно- та телефільмах.
| Рік  |    | Українська назва                         | Оригінальна назва                              | Роль                  |
| ---- | -- | ---------------------------------------- | ---------------------------------------------- | --------------------- |
| 1986 | ф  | Вкрали Чарлі Спенсера!                   | On a volé Charlie Spencer                      | жінка топлес          |
| 1987 | ф  | Пансіон                                  | La pension                                     |                       |
| 1990 | ф  | Скажи мені так, скажи мені ні            | Dis-moi oui, dis-moi non                       |                       |
| 1990 | ф  | Поцілуй мене                             | Embrasse-moi                                   |                       |
| 1991 | ф  | День мерця                               | La vie des morts                               | Лоренс О'Медден Берк  |
| 1992 | ф  | Вартовий                                 | La sentinelle                                  | Клаудіа               |
| 1993 | ф  | Патріоти                                 | Les patriotes                                  | Рашель                |
| 1993 | ф  | Рятуйся сам                              | Sauve-toi                                      | фармацевт             |
| 1994 | ф  | Клара                                    | A Clara                                        |                       |
| 1994 | ф  | Обопільна згода                          | Consentement mutuel                            | Джудіт                |
| 1994 | ф  | Забудь мене                              | Oublie-moi                                     | Крістель              |
| 1994 | тф | Юнак, який не спав                       | Le garçon qui ne dormait pas                   | Йоланда               |
| 1994 | ф  | Діти передмістя                          | Les enfants du faubourg                        | Елоді                 |
| 1996 | ф  | Анна Оз                                  | Anna Oz                                        | Корін                 |
| 1996 | ф  | Як я обговорював… (моє сексуальне життя) | Comment je me suis disputé...(ma vie sexuelle) | Естер                 |
| 1996 | тф | Ніжний                                   | Tendre piège                                   | Маріанна              |
| 1997 | ф  | Артемизія                                | Artemisia                                      | Констанція            |
| 1997 | ф  | Переїзд                                  | Le déménagement                                | Тіна                  |
| 1997 | ф  | Правда — це жахливий недолік             | La vérité est un vilain défault                | Марі                  |
| 1998 | тф | Дорослі діти                             | Les grands enfants                             | Констанція            |
| 1998 | тф | Місяць відпочинку                        | Un mois de réflexion                           | Маріанна              |
| 1999 | ф  | Прах з раю                               | Les cendres du paradis                         | Аріана                |
| 1999 | ф  | Хай живемо ми!                           | Vive nous                                      | Клара                 |
| 1999 | ф  | Рулі, моя пташка                         | Roule ma poule                                 | Франс                 |
| 1999 | ф  | Може бути                                | Peut-être                                      | Джудіт                |
| 1999 | ф  | Життя мене не лякає                      | La vie ne me fait pas peur                     |                       |
| 1999 | ф  | Барбізонська спокуса                     | La tentation de l’innocence                    | Рафаель               |
| 1999 | тф | Фінал                                    | a finale                                       | Marie-France Victoire |
| 2000 | тф | Читаючи смерть                           | Lire la mort                                   |                       |
| 2000 | тф | Тітонька і дядечко                       | Tontaine et Tonton                             | Жустіна               |
| 2000 | ф  | Ай!                                      | Aïe                                            | Клер                  |
| 2000 | ф  | Естер Кан                                | Ester Kahn                                     | італійка Сільвія      |
| 2000 | ф  | Тримай кишеню ширше!                     | Cours toujours                                 | Софі                  |
| 2001 | ф  | Поряд з раєм                             | Au plus près du paradis                        | молода кіноакторка    |
| 2001 | ф  | Втрачений час                            | Le temps perdu                                 | Анна                  |
| 2001 | ф  | Читай по губах                           | Sur mes lèvres                                 | Карла                 |
| 2001 | тф | Фобії                                    | Phobies                                        | доктор Клер Маршаль   |
| 2002 | ф  | Суперник                                 | L’adversaire                                   | Маріанна              |
| 2002 | ф  | Легенда про червоного дракона            | Rencontre avec le dragon                       | Гізела фон Бінген     |
| 2002 | ф  | Легше верблюдові                         | Il est plus facile pour un chameau             | дружина Філіпа        |
| 2002 | ф  | Знаки пристрасті                         | Petites coupures                               | Гаелль                |
| 2002 | ф  | Варшава-Париж                            | Varsovie-Paris                                 |                       |
| 2003 | ф  | Дружина Жиля                             | La femme de Gilles                             | Еліза                 |
| 2003 | ф  | Королі та королева                       | Rois et reine                                  | Нора Котерле          |
| 2003 | ф  | Ласкаво просимо до Швейцарії             | Bienvenue en Suisse                            | Софі                  |
| 2004 | ф  | Красунечка                               | Gentille                                       | Fontaine Leglou       |
| 2004 | ф  | Вуса                                     | La moustache                                   | Аньєс                 |
| 2004 | ф  | І моє серце завмерло                     | De battre mon coeur s’est arrêté               | Кріс                  |
| 2006 | ф  | Два життя... плюс одна                   | Deux vies... plus une                          | Еліан Вайс            |
| 2006 | ф  | Я чекаю кого-небудь                      | J ‘attends quelqu’un                           | Аньєс                 |
| 2007 | ф  | Одного разу у Версалі                    | Bancs publics (Versailles rive droite          | мати Артура           |
| 2007 | ф  | Ті, які залишаються                      | Ceux qui restent                               | Лоррен                |
| 2007 | ф  | Амбразура                                | Le créneau                                     | Камілла               |
| 2007 | ф  | Різдвяна казка                           | Un conte de Noël                               | Фауна                 |
| 2008 | ф  | Нез'ясовне                               | Unspoken                                       | Грейс                 |
| 2008 | ф  | Красиві хлопчаки                         | Les beaux gosses                               | директорка            |
| 2008 | ф  | Співучасниці                             | Complices                                      | інспектор Мангін      |
| 2008 | ф  | Коко до Шанель                           | Coco avant Chanel                              | Емільєна д'Алансон    |
| 2008 | тф | Дамський костюм                          | Tailleur pour dames                            | Сюзання               |
| 2008 | ф  | Пізніше                                  | Plus tard                                      | Франсуаза             |
| 2009 | ф  | Спочатку                                 | A l’origine                                    | Стефані               |
| 2009 | ф  | Дикі трави                               | Les herbes folles                              | Жозефа                |
| 2010 | ф  | Спільник                                 | Les Complices                                  |                       |
| 2011 | ф  | Чому ти плачеш?                          | Pourquoi tu pleures?                           | Сесілія               |
| 2011 | ф  | Опівнічний дозвіл                        | La permission de minuit                        | Карлотта              |
| 2012 | ф  | Вулиця Мандар                            | Rue Mandar                                     | Розамунда             |
| 2012 | ф  | Син іншої                                | Le fils de l'autre                             | Оріс Зільер           |
| 2013 | ф  | Віолетт                                  | Violette                                       | Віолетта Леду         |
| 2013 | ф  | Домашнє життя                            | La vie domestique                              | Джудіт                |
| 2013 | ф  | Час пригод                               | Le temps de l'aventure                         | Алікс                 |
| 2014 | ф  | Джек у царстві жінок                     | Jacky au royaume des filles                    | диктор                |
| 2014 | ф  | Якщо не ти, то я                         | Arrête ou je continue                          |                       |
| 2014 | ф  | Могли б залишитися друзями               | On a failli être amies                         | Кароль                |
| 2017 | ф  | Номер перший                             | Numéro une                                     | Еммануель Блаше       |

Фільм 2019 Мадам парфумер

## Визнання
| Рік                                               | Категорія                          | Фільм                                    | Результат |
| ------------------------------------------------- | ---------------------------------- | ---------------------------------------- | --------- |
| Премія «Сезар»                                    |                                    |                                          |           |
| 1997                                              | Найперспективніша акторка          | Як я обговорював… (моє сексуальне життя) | Номінація |
| 2002                                              | Найкраща акторка                   | Читай по губах                           | Перемога  |
| 2003                                              | Найкраща акторка другого плану     | Суперник                                 | Номінація |
| 2005                                              | Найкраща акторка                   | Королі та королева                       | Номінація |
| 2010                                              | Найкраща акторка другого плану     | Спочатку                                 | Перемога  |
| 2018                                              | Найкраща акторка                   | Номер перший                             | Номінація |
| Європейська кіноакадемія                          |                                    |                                          |           |
| 2002                                              | Найкраща акторка                   | Читай по губах                           | Номінація |
| 2002                                              | Приз глядацьких симпатій           | Читай по губах                           | Номінація |
| Премія «Люм'єр»                                   |                                    |                                          |           |
| 2005                                              | Найкраща акторка                   | Королі та королева                       | Перемога  |
| 2018                                              | Найкраща акторка                   | Номер перший                             | Номінація |
| Кінофестиваль в Мар-дель-Плата                    |                                    |                                          |           |
| 2005                                              | Найкраща акторка                   | Дружина Жиля                             | Перемога  |
| Золота зірка кіно                                 |                                    |                                          |           |
| 2005                                              | Найкраща акторка в головній ролі   | Королі та королева                       | Перемога  |
| Туринський міжнародний фестиваль молодіжного кіно |                                    |                                          |           |
| 2008                                              | Найкращий                          | Нез'ясовне                               | Перемога  |
| Фестиваль романтичних фільмів у Кабурі            |                                    |                                          |           |
| 2013                                              | Найкраща акторка художнього фільму | Час пригод                               | Перемога  |